# Nikon D100

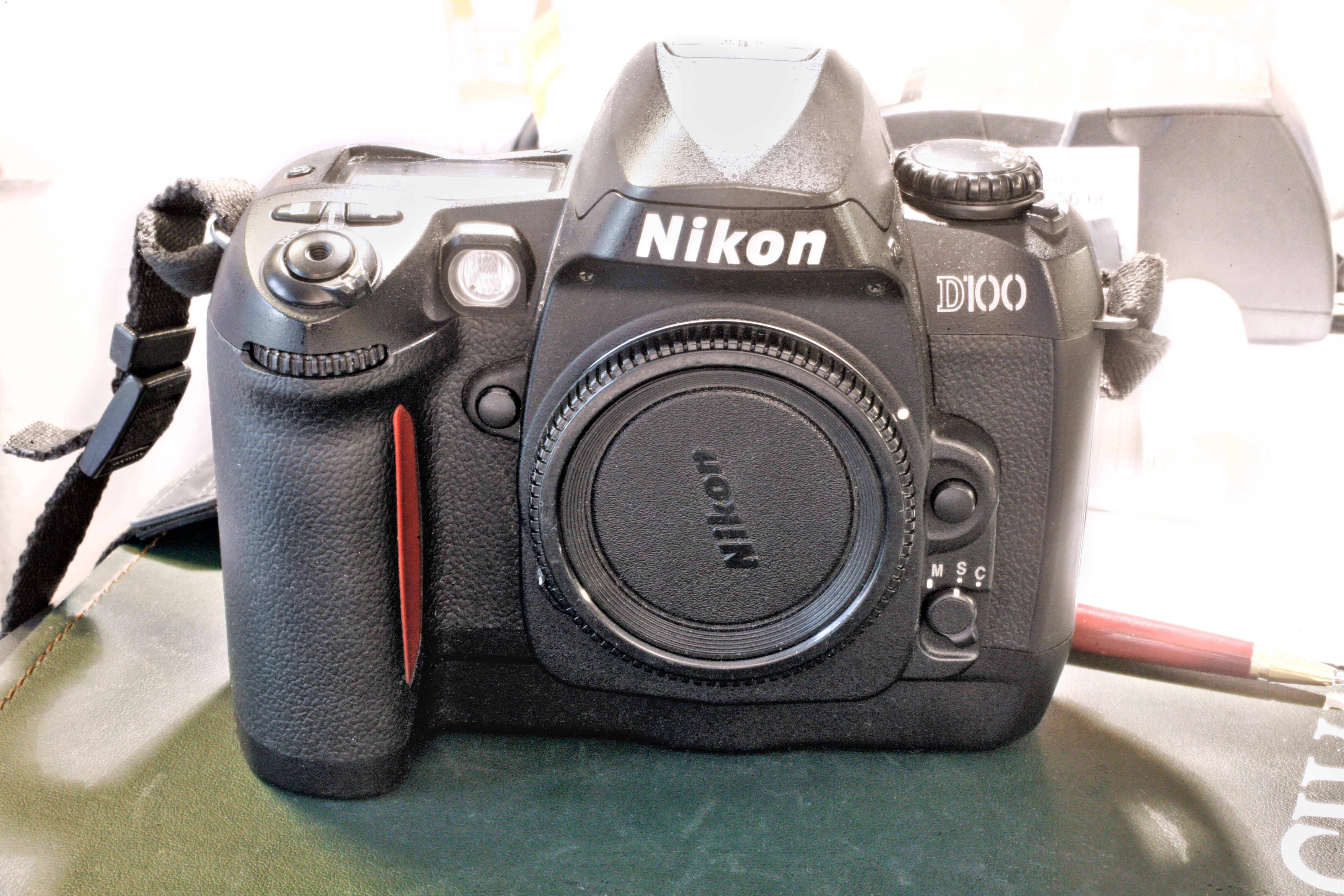

Nikon D100 — цифровий дзеркальний фотоапарат компанії Nikon. Був вперше представлений 21 лютого 2002 року на виставці PMA (Photo Marketing Association International) в Орландо. Камера позиціонувалася як прямий конкурент Canon EOS D60 і за заявленою ціною коштувала $1999 — на 1 долар дешевше EOS D60.
Фотоапарат оснащений матрицею з розільною здатністю 6,1 млн. пикселів, розміром 23,7×15,5 мм (роздільна здатність знімка: 3008×2000).